# Tratatul de la Luțk
Tratatul de la Luțk (Luck) a fost un acord secret între domnitorul Moldovei Dimitrie Cantemir și țarul rus Petru cel Mare, în urma căruia Principatul Moldovei își menținea autonomia, dar trecea sub protecția Rusiei. A fost semnat la 2 aprilie 1711 la Luțk în Polonia (azi în Ucraina).
Motivul semnării acordului a fost dorința lui Cantemir de a scăpa de sub jugul Imperiului Otoman. Cele 17 articole enumerate în document repetau, în mare măsură, acordul semnat de Mitropolitul Gedeon în 1686, în urma căruia Mitropolia Ucrainei trecea sub jurisdicția Bisericii Ortodoxe Ruse. Principatul Moldovei trebuia să recunoască puterea supremă a Moscovei, păstrându-și statutul de independență și tradițiile neamului. Privilegiile boierimii nu s-au schimbat. Moldovei urma să i se retrocedeze teritoriile acaparate de turci și transformate în raiale. Acordul a fost salutat de majoritatea populației Moldovei, deși unii boieri optau pentru rămânerea sub influența otomană. Prin Tratat, Rusia se angajează să sprijine Moldova împotriva Imperiului  Otoman, iar Moldova se va alătura cu oastea sa Rusiei, în lupta împotriva otomanilor. Moșierilor ruși li se interzicea să achiziționeze pământuri și să-și strămute aici țăranii iobagi din regiunile interne ale Rusiei. Țările Românești rămâneau pe deplin suverane și în politica lor externă.
Tratatul a expirat în 1711, când Petru I a pierdut conflagrația cu turcii din Campania de la Prut. Moldova redevine vasal al Imperiului Otoman, iar Cantemir se refugiază la Moscova.

## Articole ale tratatului
În preambulul Tratatului și în articolul I , Dimitrie Cantemir se închină țarului, primind în schimb protecție din partea lui Petru, pentru el și pentru tot poporul Moldovei. În art. I se prevede că domnul Moldovei "cu toți boierii mari și cu nobilii ei și cu locuitorii de orice stare ai slăvitului neam moldovenesc" să stea de acum înainte sub ocrotirea țarului, urmând să-i depună jurământ de ascultare, mai întâi în taină, până la intrarea oștilor ruse în principat, iar până atunci voievodul să-i poarte credința tăinuit "prin corespondență și prin alte chipuri."                                         
Conform articolului II, domnul Moldovei trebuia să se alăture cu armata oastei ruse.
Articolele III--V prevedeau că moștenitorii tronului rusesc nu au dreptul să pună domn în Moldova nici pe pământul muntenesc. În Moldova, domnia trebuia să fie ereditară în familia Cantemir. 
Articolul VI prevedea că: "După vechiul obicei moldovenesc toată puterea să fie la domn".Țarul nu se putea amesteca în treburile interne ale Moldovei.
Articolul XI prevedea că hotarele principatului, după drepturile sale antice, sunt acelea ce se descriu cu râul Nistru, Camenețu, Bender, cu tot Bugeacul, Dunărea, Muntenia, marele ducat al Transilvaniei și cu Polonia.
Conform articolelor XII--XV, protecția rusă asupra Moldovei urma să fie menținută și după încheierea păcii, în sensul că Petru nu va lăsa Moldova sub dominația Porții.
Articolele XVI și XVII conțin jurămintele lui Petru cel Mare și Dimitrie Cantemir.

## Legături externe
- Tratatul de la Luțk - ro.scribd.com[nefuncțională]

[...]Prea strălucitul domn si principe al Țării Moldovei Dimitrie Cantemir, ca un crestin drept credincios si luptător pentru Isus Hristos, a chibzuit că este spre binele numelui lui Hristos, mântuitorul nostru, să trudească alături de noi si pentru eliberarea slăvitului popor moldovenesc aflător sub cârmuirea lui, care pătimește împreună cu alte popoare creștine sub jugul barbarilor; necruțând de asemenea viața șii starea sa, ne-a dat de stire [...] dorind așadar să fie sub protecția măriei noastre țarul, cu țara si poporul Moldovei.
De aceea [...] noi îl primim pe principe sub apărarea noastră prea milostivă și ne învoim cu articolele propuse de dânsul.

1. ↑  Tratatul de la Lutk - 13 aprilie 1711